# Пояна-луй-Алекса
Пояна-луй-Алекса (рум. Poiana lui Alexa) — село у повіті Васлуй в Румунії. Входить до складу комуни Пушкаші.
Село розташоване на відстані 269 км на північний схід від Бухареста, 8 км на захід від Васлуя, 59 км на південь від Ясс, 136 км на північ від Галаца.

## Населення
За даними перепису населення 2002 року у селі проживали 369 осіб, усі — румуни. Усі жителі села рідною мовою назвали румунську.